# تویملو
تویملو (به انگلیسی: Twemlow) یک روستا و محله مدنی در بریتانیا است که در چشر شرقی واقع شده‌است. تویملو ۱۶۸ نفر جمعیت دارد.